# Gubernia lubelska
Gubernia lubelska (ros. Люблинская губерния) – jednostka administracyjna Królestwa Polskiego, a następnie Generał-gubernatorstwa Warszawskiego (po upadku powstania styczniowego i faktycznej likwidacji Królestwa Polskiego oraz włączeniu jego ziem do Cesarstwa Rosyjskiego). Powstała w 1837, w wyniku przekształcenia województwa lubelskiego. Obszar guberni, której stolicą był Lublin, był identyczny z obszarem dawnego województwa.
Podobny był także podział na jednostki administracyjne niższego szczebla, z tym, że dotychczasowe obwody przemianowano na powiaty. W skład guberni lubelskiej wchodziło ich początkowo 10: biłgorajski (od 1867 r.), chełmski, hrubieszowski, janowski, kaźmierski (do 1842 r.), krasnostawski, lubartowski, lubelski, puławski (od 1842: nowoaleksandryjski), tarnogrodzki (do 1842 r.), tomaszowski i zamojski.
Reforma administracyjna z 1844 połączyła gubernię lubelską z podlaską, co trwało do kolejnej reformy z roku 1867, która te zmiany anulowała. W 1912 obszar guberni okrojono, przyłączając wydzielone obszary do utworzonej wówczas guberni chełmskiej. Rozporządzeniem z 18 września 1915, w poszczególnych obwodach dawnych rosyjskich guberni lubelskiej i chełmskiej utrzymano granice, które istniały przed utworzeniem guberni chełmskiej w 1912 roku. Oznaczało, że nowy podział obwodów tych guberni, którego i tak w praktyce dotychczas w życie nie wprowadzono, austriacki Zarząd Wojskowy odtąd nie uwzględniał. W myśl rozporządzenia z 12 sierpnia 1916, okupant niemiecki gubernię chełmską uznał za część Królestwa Polskiego.
W czasie powstania styczniowego Rząd Narodowy dnia 28 marca 1863 r. ogłosił Regulamin władz administracyjnych w byłym Królestwie Kongresowym. Według regulaminu zniesiono podział administracyjny na gubernie, a zamiast tego byłe Królestwo Kongresowe podzielono na osiem województw w granicach z 1816 r. Na terenach obejmujących gubernię lubelską przywrócono województwo lubelskie oraz województwo podlaskie.
W guberni przeważała ludność etnicznie polska, a wyznaniowo – katolicka. Oficjalnie, nieco poniżej 200 tysięcy osób zaliczano do Małorusów (Ukraińców), 155 tysięcy do Żydów, a 26 tysięcy – do Niemców. Na terenie guberni działała jedna uczelnia wyższa (w Nowej Aleksandrii).

## Gubernatorzy
- 1838–1848 Marek Albertow[5]
- 1851–1861 Stanisław Mackiewicz (1796–1879), w latach 1851–56 p.o. gubernatora
- 1861–1863 Antoni Boduszyński (ok. 1805–?)
- 1863–1875 Michaił Andriejewicz Buckowski (1812–1876)
- 1875–1880 Konstanty Andriejowicz Liszyn (1832–?)
- 1880–1886 Leonid Siergiejewicz Stamierow (1835–?), w 1886 przeniesiony na mniej eksponowane stanowisko gubernatora suwalskiego
- 1886–1905 Władimir Filipowicz Tchorżewski (ok. 1840–1905)
- 1905 Jewgienij Wasiliewicz Mienkin (1861–?)
- 1914 – Ilia Iwanowicz Stierligow